# Ernst Feßler
Ernst Feßler (* 23. August 1908 in Castrop-Rauxel; † 13. Mai 1979) war ein deutscher Volkswirt und Banker.

## Leben
Ernst Feßler, Sohn des Bankdirektors Hans Feßler und der Amalie Feßler, geb. Spancken, studierte nach einer Banklehrer von 1926 bis 1931 Rechtswissenschaft und Volkswirtschaft an den Universitäten in Freiburg im Breisgau und Köln. 1934 bestand er die große juristische Staatsprüfung. Von 1935 bis 1945 war er im Reichsjustizministerium und im Preußischen Justizministerium beschäftigt sowie beim Reichskommissar für das Kreditwesen.
Von 1948 bis 1953 arbeitete er für die Landeszentralbank Niedersachsen, seit 1951 als deren Vizepräsident. 1953 wurde er Vizepräsident der Landeszentralbank von Nordrhein-Westfalen und war von 1956 bis 1976 deren Präsident. In dieser Funktion war er Mitglied des Zentralbankrats der Deutschen Bundesbank.
Er war seit 1926 Mitglied der katholischen Studentenverbindung KDStV Hercynia Freiburg im Breisgau. 1960 wurde er von Kardinal-Großmeister Eugène Tisserant zum Ritter des Ritterordens vom Heiligen Grab zu Jerusalem ernannt und am 11. September 1960 durch den Großprior des Ordens Lorenz Kardinal Jaeger investiert.
Er heiratete 1939 Auguste Massenberg; aus der Ehe stammen drei Söhne.

## Ehrungen
- 1968: Großes Verdienstkreuz des Verdienstordens der Bundesrepublik Deutschland
- 1971: Großes Verdienstkreuz mit Stern des Verdienstordens der Bundesrepublik Deutschland
- 1976: Großes Verdienstkreuz mit Stern und Schulterband des Verdienstordens der Bundesrepublik Deutschland